# Król prawowierny

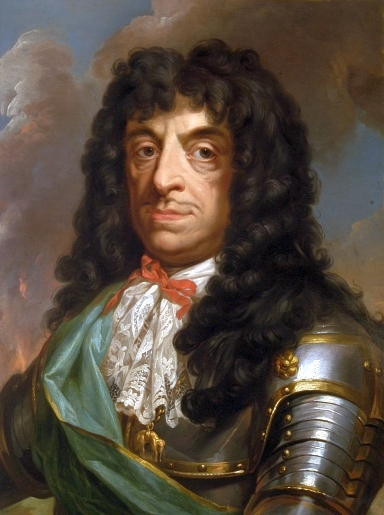
Jan II Kazimierz Waza był pierwszym Polskim władcą noszącym tytuł Rex Orthodoxus

Król prawowierny (łac. Rex Orthodoxus) – tytuł honorowy przysługujący królom Polski.
Tytuł został nadany w 1661 roku przez papieża Aleksandra VII królowi Janowi II Kazimierzowi oraz jego następcom na tronie Polskim. Nadanie tytułu stanowiło akt aprobaty Stolicy Apostolskiej dla wygnania wyznawców socynianizmu z Rzeczypospolitej w 1658 roku. Tytuł nie przyjął się, gdyż orthodoxus bywało błędnie interpretowane jako prawosławny. Ostatnim władcą używającym sporadycznie tytułu Rex Orthodoxus był Jan III Sobieski, który sam w 1684 roku otrzymał od papieża Innocentego XI tytuł Obrońcy Wiary.
Z tytułem króla prawowiernego nie wiązały się żadne honorowe obowiązki i przywileje.